# Neocallichirus grandimana
Neocallichirus grandimana är en kräftdjursart som först beskrevs av Lewis Reeve Gibbes 1850.  Neocallichirus grandimana ingår i släktet Neocallichirus och familjen Callianassidae. Inga underarter finns listade i Catalogue of Life.